# Grönskan, Vedhamn och Baldersnäs
Grönskan, Vedhamn och Baldersnäs – miejscowość (tätort) w Szwecji, w regionie administracyjnym (län) Sztokholm, w gminie Värmdö.
Według danych Szwedzkiego Urzędu Statystycznego liczba ludności wyniosła: 265 (31 grudnia 2015), 274 (31 grudnia 2018) i 288 (31 grudnia 2019).